# Hanburia
Hanburia là một chi thực vật có hoa trong họ Cucurbitaceae.

## Loài
Chi Hanburia gồm các loài: